# Dragomirești (Vaslui)
Dragomirești es una comuna ubicada en el distrito de Vaslui, Rumania.

## Superficie
Posee una superficie de 74,18 kilómetros cuadrados.

## Demografía
Hasta 2021 la población era de 4389 habitantes, con una densidad de población de 59,17 habitantes por kilómetro cuadrado.